# Haplogrupo P (ADN-Y)
En genética humana, el haplogrupo P (PF5850) es un haplogrupo del ADN del cromosoma Y derivado del haplogrupo K2b. Está ampliamente difundido en Europa, América y Sur de Asia a través de sus haplogrupos derivados Q y R. 

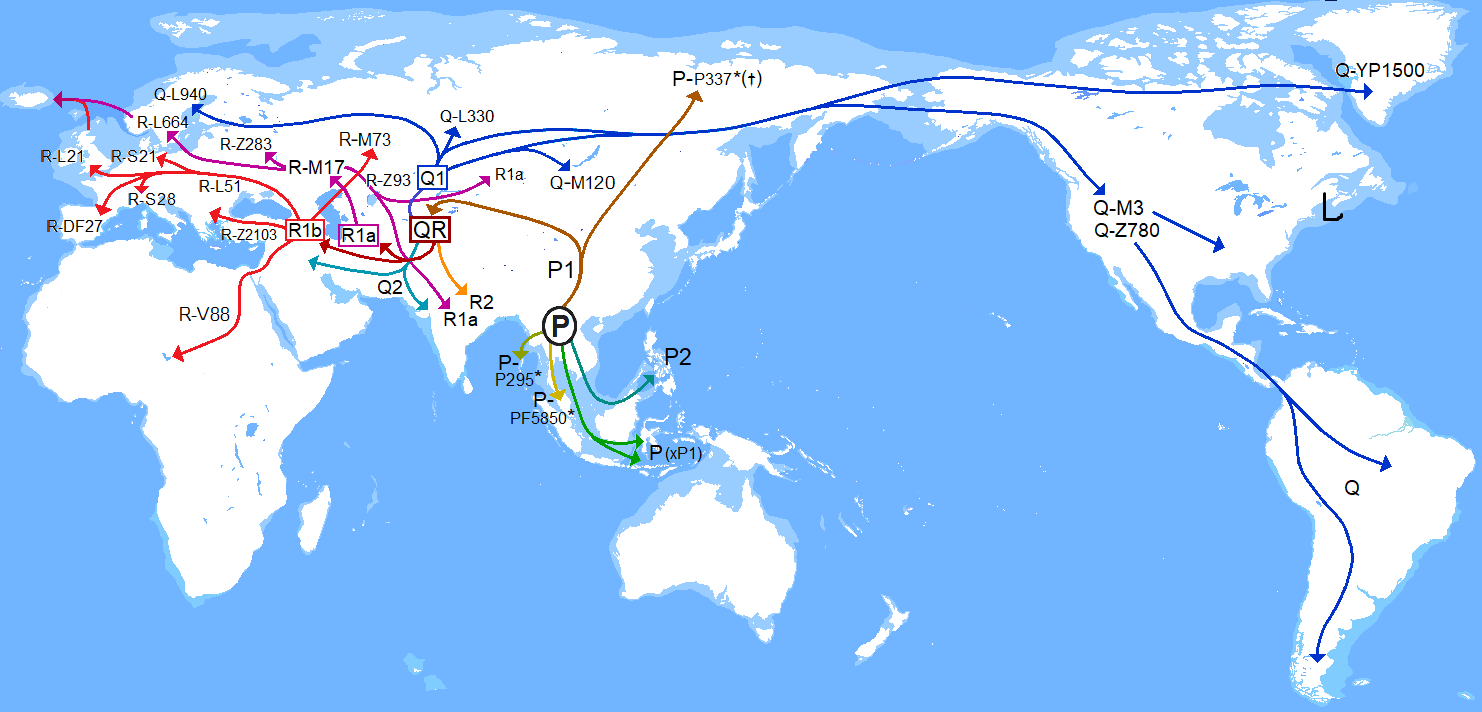
Dispersión de los principales clados del haplogrupo P.

El haplogrupo P ha sido redefinido varias veces, en 2002 por el marcador M45, en 2014 por P295 y más recientemente (2020) por PF5850.

## Origen
P (PF5850) se habría originado en el Sudeste asiático hace unos 44 mil años.
El principal clado de P es P-M45, el cual tiene un probable origen hace unos 34.000 años en el Sudeste asiático. Se creyó que P-M45 era ancestro directo de Q y R, sin embargo hoy se sabe que hay varias ramas más antiguas como P-P295, también relacionada con el Sudeste asiático, o más precisamente, con el poblamiento de la región de Sondalandia durante el paleolítico.
Curiosamente, el grupo monofilético formado por haplogrupos Q y R, el cual constituye la mayoría de los linajes paternos en Europa, Asia centro-meridional y América, representa el único subclado del haplogrupo K2b (o MPS) que no está restringido geográficamente al Sudeste de Asia y Oceanía. Las estimaciones de tiempo entre K-M9 y P-P295 implica un proceso de rápida diversificación inicial de K-M526 que probablemente ocurrió en el Sudeste de Asia, con posterior expansión hacia el oeste de los antepasados de los haplogrupos Q y R.

## Filogenia y distribución
La mayor parte de descendientes pertenece al típico haplogrupo eurasiático R y el haplogrupo asiático-americano Q.
El haplogrupo P (PF5850) presenta los siguientes clados:
- P*: Encontrado en Malasia[2] en orang asli de la península malaya.[5]
- P-P295 (M1254)
  - P-P295*: Hallado en antiguos restos de las islas Andamán.[2] Se encontró P-P295(xP1) en bajas frecuencias en el Sudeste asiático; particularmente en Insulindia en los nativos aeta de Filipinas 28% y poco al Este de Indonesia (Timor, Sumba y Célebes).[6]
  - P-PF5867
    - P2 (F20148, F20149) Encontrado en Filipinas, incluido el pueblo aeta.[7]
      - P-BY49746: Encontrado en India.[1]
        - P-B252: En Filipinas.[1]
        - P-BY49600: En Filipinas.[2]

    - P1 (CTS196/PF5845, P337, M45, M74, P27.1, 92R7)
      - P1* Se han reportado en moderadas frecuencias en el subcontinente indio. En India se encuentra la mayor frecuencia entre musulmanes de Manipur (30%) y en los Madia Gond (25%).[8] Disperso en toda la India, encontrándose en la región Oeste 2.5%, Norte 1.2%, Este 2.7%, Nordeste 7.5%, Sur 1.3% y Centro 0.0%.[9] Es común al sur de Siberia, encontrándose P*(xQ-M3,R1) en los tuvanos 35%, nivjis 35% y altáis 28%.[10]
      - P-P337: La presencia de P en Siberia sería antigua, pues se encontró el haplogrupo P-P337* en los restos humanos llamados "Yana 1" en Yakutia, valle del Yana, en el Ártico siberiano, con unos 32 mil años de antigüedad.[2]
        - P-P284: Se halló el haplogrupo P-P284* en los restos llamados Yana 2, también con unos 32 mil años de antigüedad.[2] Los restos de Yana son considerados los más antiguos y los más septentrionales del Pleistoceno encontrados hasta ahora (2018), por lo que se han denominado los "antiguos siberianos del norte", los cuales tuvieron un reemplazo poblacional con la llegada de los pueblos paleosiberianos hace unos 20 mil años.[11]
          - QR (P226)
            - QR* (P-P226*) Encontrado en Mongolia.[1]
            - Q (M242, M1074) 
              - Q*: Encontrado especialmente en Afganistán, Pakistán e India.
              - Q1 (MEH2, L472)
                - Q1a (F1096): Especialmente en Asia Oriental y esquimales.
                - Q1b (M346): Predominante en los pueblos nativos americanos y pueblos yeniseos, menores frecuencias en toda Asia y poco en Europa del Norte.

              - Q2 (L275): En el subcontinente indio y otras regiones

            - R (M207/Page37/UTY2, P224/PF6050, M306/S1, P227)
              - R*: Se halló en restos en Irkutsk (Siberia) de hace 24 mil años de antigüedad.[2]
              - R-Y482
                - R1   (M173/P241/Page29, F132/M632, P225)
                  - R1a (L62, L63) predominante en Europa Oriental y en algunas zonas de Asia Central y Sur de Asia.
                  - R1b (M343) predominante en Europa Occidental; menores frecuencias en Europa Oriental, África y Asia Occidental.

                - R2 (M479), (antes P1) principalmente en el Subcontinente indio. Presente en kurdos.[12]

| Haplogrupos del cromosoma Y humano |                  |   |   |    |    |    |    |    |   |   |     |     |     |     |    |    |    |    |     |     |     |    |    |   |
|                                    | Adán cromosómico |   |   |    |    |    |    |    |   |   |     |     |     |     |    |    |    |    |     |     |     |    |    |   |
|                                    | A                |   |   |    |    |    |    |    |   |   |     |     |     |     |    |    |    |    |     |     |     |    |    |   |
|                                    |                  |   |   | BT |    |    |    |    |   |   |     |     |     |     |    |    |    |    |     |     |     |    |    |   |
|                                    |                  | B | B | B  | CT | CT |    |    |   |   |     |     |     |     |    |    |    |    |     |     |     |    |    |   |
|                                    |                  |   |   | DE | DE | CF | CF | CF |   |   |     |     |     |     |    |    |    |    |     |     |     |    |    |   |
|                                    |                  |   | D | E  |    | C  | C  | F  | F | F |     |     |     |     |    |    |    |    |     |     |     |    |    |   |
|                                    |                  |   |   |    | C1 | C2 |    | G  | H | H | IJK | IJK | IJK | IJK |    |    |    |    |     |     |     |    |    |   |
|                                    |                  |   |   |    |    |    |    |    |   |   | IJ  | K   | K   | K   | K  | K  | K  |    |     |     |     |    |    |   |
|                                    |                  |   |   |    |    |    |    |    |   | I | J   |     |     | LT  | K2 | K2 | K2 | K2 | K2  | K2  |     |    |    |   |
|                                    |                  |   |   |    |    |    |    |    |   |   |     |     | L   | T   |    | MS | MS | MS | MS  | P   | P   | P  | NO |   |
|                                    |                  |   |   |    |    |    |    |    |   |   |     |     |     |     |    | M  | S  |    | Q   | R   | R   |    | N  | O |
|                                    |                  |   |   |    |    |    |    |    |   |   |     |     |     |     |    |    |    |    |     | R1  | R1  | R2 |    |   |
|                                    |                  |   |   |    |    |    |    |    |   |   |     |     |     |     |    |    |    |    | R1a | R1a | R1b |    |    |   |
|                                    |                  |   |   |    |    |    |    |    |   |   |     |     |     |     |    |    |    |    |     |     |     |    |    |   |